# Bataille de Sabugal
Guerre péninsulaire portugaise
Batailles
- Astorga (03-1810)
- Ciudad Rodrigo (04-1810)
- Barquilla (07-1810)
- La Côa (07-1810)
- Almeida (07-1810)
- Villagarcia (08-1810)
- Trant
- Fuente de Cantos (09-1810)
- Buçaco (09-1810)
- Torres Vedras
- Pombal (03-1811)
- Redinha (03-1811)
- Condeixa
- Casal Novo (03-1811)
- Foz de Arouce (03-1811)
- Sabugal (04-1811)
- Fuentes de Oñoro (05-1811)
- Almeida  (04-1811)

La bataille de Sabugal fut un engagement de la guerre péninsulaire portugaise qui eut lieu le 3 avril 1811 entre les forces anglo-portugaises sous le commandement du duc de Wellington et les troupes françaises sous le commandement du maréchal André Masséna. Ce fut la dernière des nombreuses escarmouches entre les forces françaises qui battaient en retraite et celles des Anglo-Portugais, qui les pourchassaient après l'échec de l'invasion du Portugal par la France en 1810.
Sous un temps exécrable, avec une pluie battante et du brouillard, les forces alliées supérieures en nombre obligent les troupes françaises démoralisées à battre en retraite. La victoire fut glorifiée par les Britanniques ; Sir Harry Smith, qui fut témoin de la bataille, fit cette remarque : « vos Rois et usurpateurs devraient regarder ces affrontements et modérer leur ambition » pendant que Wellesley dira plus tard de cette bataille que c'était « l'une des plus glorieuses dans laquelle les troupes britanniques furent engagées ».

## Contexte
Depuis octobre 1810, l'armée française du maréchal Masséna a été stoppée par les lignes de Torres Vedras, et la situation militaire se trouve bloquée. Réalisant que marcher vers Lisbonne avant le commencement de l'hiver était improbable et risqué, Masséna se prépara à passer les mois d'hiver sur place et à reprendre le combat au printemps, bien que la politique de la terre brûlée décidée par les Alliés rende la recherche de nourriture très difficile pour les soldats français. Cependant, ayant survécu à l'hiver, Masséna ordonne une retraite générale le 3 mars 1811, et les forces britanniques décident donc de les suivre. Au début du mois d'avril, les troupes françaises sont en plein territoire portugais, alignées le long de la rivière Côa. Le général Drouet d'Erlon défend le nord avec sous son commandement le 9e corps. Le 6e corps de Loison est situé au centre et le 2e corps du général Reynier tient le flanc sud à Sabugal. À l'arrière reste en renfort le 8e corps de Junot. C'est à Sabugal que Wellesley tenta de percer le flanc français en attaquant les forces isolées du 2e corps.
Pendant que les 1re, 3e, 5e et 7e divisions britanniques effectuent une attaque frontale, la division légère évalue mal la situation et attaque le 2e corps français par le flanc plutôt que par l’arrière. Avec une partie des unités anglaises coupées du reste de l’armée et un temps exécrable approchant, la situation des Britanniques devient vraiment difficile.

## Déroulement de la bataille
La 1re brigade de la division légère traverse la Côa à 10 h du matin le 3 avril. Le 4e régiment d'infanterie légère français de la 1re division (général Merle) est alertée par des tirs de mousquets tandis que la 1re brigade repousse un petit groupe de piquiers français. Les Français forment une colonne et avancent sur les Britanniques. Après avoir bien progressé initialement, le gros des troupes françaises est repoussé par l’artillerie britannique. La 1re brigade poursuit les forces françaises en retraite jusqu’au sommet d’une colline voisine, cependant elle est rapidement délogée par le restant des forces françaises, qui conservent toujours un avantage numérique considérable. Les Britanniques sont forcés de se replier à couvert derrière quelques petits murs de pierre. Une pluie battante rend l’usage des mousquets difficile dans les deux camps. Une tentative de contre-attaque de la 1re brigade aboutit à un échec et les Français en profitent pour mettre en place leur artillerie. Avec des renforts français postés plus loin, Reynier force les Britanniques à se retrancher derrière les murs de pierre situés au pied de la colline.
La crête est par la suite attaquée une troisième fois par la 1re brigade, désormais soutenue par la 2e brigade qui vient d’arriver sur le champ de bataille. Pendant que les Français sont à nouveau repoussés, Reynier envoie une partie de son armée à l’encontre du 16e régiment de dragons légers, tout juste arrivé sur le champ de bataille, ainsi que des survivants des 1re et 2e brigades. Avec une pluie qui se dissipe, Reynier peut observer l’attaque frontale des divisions britanniques. Cette vision persuada Reynier de battre en retraite et les Britanniques purent faire des prisonniers et se saisir des charrettes transportant les bagages du général Pierre Soult, même si le mauvais temps les empêcha de poursuivre par la suite les forces françaises.
Un commandant français, le général Thiébault, fut tenu pour responsable de l’effondrement du 2e corps lors de cette défaite du 3 avril, déclarant que cet échec aurait probablement pu être évité si le général Reynier avait tenu compte de la prudence de Masséna. Les sources diffèrent quant au nombre de prisonniers français faits par les Britanniques, les estimations allant de 186 à plus de 1 500 hommes.

## Le rôle étrange d’Erskine
Le général de division William Erskine commanda la division légère durant la bataille. Wellington prévu d’encercler avec cette division et deux brigades de cavalerie le flanc gauche ouvert de Reynier pendant que les quatre autres divisions attaqueraient de front. Quand l’aube se leva avec un imposant brouillard, les autres commandants décidèrent d’attendre jusqu’à ce que la visibilité soit bonne. Résolu et déterminé, Erskine ordonna au lieutenant-colonel Thomas Sydney Beckwith (en) et à sa 1re brigade d’avancer. Au lieu de traverser la rivière Côa derrière le flanc de Reynier, la brigade dériva vers la gauche dans le brouillard, traversant au mauvais endroit et heurtant le flanc gauche français. 
Erskine, qui était myope et mentalement déséquilibré, donna des instructions insensées au colonel Georges Drummond, lui expliquant de ne pas aller soutenir son camarade commandant de brigade. De ce fait, Erskine rejoignit la cavalerie, laissant la division légère sans meneur ni commandement pour le reste de la bataille. Reynier envoya donc plus de 10 000 hommes contrer les 1 500 soldats de Beckwith et repoussa l’infanterie légère. Quand Drummond entendit les bruits de la bataille approcher, il déduisit que les hommes de Beckwith se repliaient. Désobéissant aux ordres, Drummond mena sa 2e brigade à travers la Côa et rejoignit Beckwith. Ensemble, ils forcèrent les Français à reculer.
Quand la brume se dissipa, Reynier vit les quatre autres divisions britanniques avancer vers eux de front, menées par la 3e division de Thomas Picton. Il retira rapidement le gros des troupes du 2e corps, laissant 3 000 hommes de son flanc droit tenir tête et résister aux quatre divisions. William Grattan, du 88e régiment d'infanterie, déclara à propos des fantassins français dépassés par le nombre: « ils ne se sont jamais aussi bien battus. Ils tirèrent si rapidement qu’au lieu de retourner leurs baguettes (sous le canon de leurs mousquets), ils les plantèrent dans le sol et continuèrent à se battre jusqu’à être écrasés par nos hommes ». Reynier admit la perte de 760 hommes.

## Sources
- (en) Cet article est partiellement ou en totalité issu de l’article de Wikipédia en anglais intitulé « Battle of Sabugal » (voir la liste des auteurs).
- (en) Michael Glover, The Peninsular War, 1807-1814 : a concise military history, London, Penguin, coll. « Classic military history », 2001 (1re éd. 1974), 432 p. (ISBN 978-0-141-39041-3).
- (en) Memoirs of a sergeant late in the Forty-third Light Infantry Regiment, previously to and during the Peninsular War : including an account of his conversion from popery to the Protestant religion, Cambridge, Ken Trotman, 1998 (1re éd. 1935), 278 p. (ISBN 978-0-946-87963-2).
- (en) Anthony Hamilton, On campaign with Moore and Wellington : the experiences of a soldier of the 43rd regiment during the Peninsular War, Driffield, England, Leonaur Ltd, coll. « Eyewitness to war series » (no 104), 2009, 119 p. (ISBN 978-1-846-77631-1).
- (en) Sir Charles Oman, A history of the Peninsular War, Green hill, réed. 1996.
- (en) General Sir Harry Smith, Autobiographie d’un Lieutenant, 1902.
- (en) The Memoirs of Baron Thiebault, Worley publications, 1994.
- (en) Major George Simmons, A British Rifleman, Greenhill, réed. 1986.
- (en) Lieut – Colonel Gurwood, Selections from the Dispatches and General orders of Field Marshal The Duke of Wellington, 1841.
- (en) Capitaine John Dobbs, Recollections of an Old 52nd Man, (Excellente source pour l'affrontement entre le 43e & 52e concernant les canons capturés), Spellmount, réed. 2000.
- R.G. Grant, (dir.), Batailles, Paris, Flammarion, 2005